# Ruzhdie
Ruzhdie là một xã trong quận Fier thuộc hạt Fier, Albania. Dân số năm 2005 là 3177 người.